# Persoonia falcata
Persoonia falcata R.Br., 1810, conosciuta comunemente come pero selvatico, è una pianta della famiglia Proteaceae, nativa del nord dell'Australia.
Gli indigeni dell'isola di Groote nella loro lingua enindhilyagwa chiamano questa pianta awulka mentre gli indigeni provenienti dalla Terra di Arnhem nella loro lingua Rirratjingu la chiamano dangapa.

## Descrizione
Persoonia falcata cresce come un arbusto legnoso o un piccolo albero, da 1 a 9 metri di altezza. La spessa corteccia di colore grigio scuro è stratificata e a scaglie. Le foglie possono arrivare a 8–35 cm di lunghezza e 0,4–3 cm di larghezza, il loro colore si aggira intorno al verde-grigio. I fiori, di colore giallo, appaiono da giugno a novembre mentre i frutti sono delle drupe giallo-verdi, che appaiono all'incirca da ottobre a febbraio e spesso sono mangiati dagli aborigeni del territorio.

## Distribuzione e habitat
Persoonia falcata cresce in una vasta fascia dell'Australia settentrionale, generalmente entro 300 km dalla costa, dal nord del Gran Deserto Sabbioso, nell'Australia Occidentale, attraverso il Territorio del Nord, sino all'altopiano di Blackdown nel Queensland centro-orientale.
Cresce lungo i corsi d'acqua e le gole, generalmente su pietra arenaria o su suoli alluvionali. Raramente si può anche trovare su suoli argillosi.

## Tassonomia
Questa specie fu formalmente descritta dal botanico scozzese Robert Brown nel 1810 nel suo libro "Nell'ordine naturale delle piante chiamate Proteaceae" avendone collezionate alcune lungo il fiume "Endeavour", attuale nord Queensland. Il nome di questa specie deriva dall'aggettivo latino falcata "a forma di falce" e si riferisce chiaramente alla forma delle foglie.
Nel 1870 George Bentham pubblicò la sua prima relazione genetica della Persoonia nel volume 5 del suo storico libro: Flora Australiensis. Divise il genere in 3 sezioni, mettendo P. falcata tra le piante dell'Ovest Australiano. La revisione della Flora Australiana che avvenne nel 1995 lo vide classificato nel gruppo Teretifolia, insieme ad altre nove specie di piante provenienti dal Sud-Ovest Australiano.

## Coltivazione
I tentativi di far crescere Persoonia falcata presso il Royal Botanic Gardens di Sydney e Melbourne sono falliti.

## Usi
Gli aborigeni bevono un infuso di queste foglie per combattere raffreddori e diarrea. Le foglie possono anche essere usate come cicatrizzante per ferite.